# Germain Mba
 (mars 2010).
Si vous disposez d'ouvrages ou d'articles de référence ou si vous connaissez des sites web de qualité traitant du thème abordé ici, merci de compléter l'article en donnant les références utiles à sa vérifiabilité et en les liant à la section « Notes et références ».
Germain Mba (15 décembre 1932 à Ebam-Ayong près de Ntoum — 17 septembre 1971) est un diplomate et homme politique gabonais.

## Biographie
Il est diplômé de l’Institut d'études politiques de Paris, licencié en droit de la faculté de droit de Paris et de l’École nationale des douanes et de législation financière de Neuilly. Pendant ses études à Paris, il crée avec des membres de l'AGEG, le Mouvement gabonais d'action populaire lors du référendum de 1958.
En 1957, Germain Mba Nguema épouse Anne Françoise Delbreil en premières noces avec qui il a 4 enfants : Myriam, Françoise, Jean et Michel. En secondes noces, il épousera Martine Oyane à Libreville.
Entre 1962 et 1964, il occupe le poste de secrétaire général adjoint de l’Union africaine et malgache (UAM), ancêtre de l’Organisation commune africaine et malgache (OCAM) à Cotonou (Dahomey) avec Diallo Telli et Albert Tévoédjrè. Germain Mba démissionne avec fracas de ce poste pour protester contre la restauration au pouvoir de Léon Mba par les troupes françaises en février 1964. Cette restauration fit suite au coup d'État qui porta au pouvoir Jean-Hilaire Aubame à la tête d'un gouvernement provisoire dont Germain Mba occupait le poste de ministre de l'Intérieur.
Il rentre ensuite dans la clandestinité et fonde à Alger en mai 1964 le Mouvement national de la révolution gabonaise (MNRG) avec d'autres anciens militants ou sympathisants de l’Union démocratique et sociale gabonaise (UDSG) de Jean-Hilaire Aubame. Il prend le pseudonyme d'Omar Ben Ali et délocalise le mouvement à Accra, à Brazzaville et se réfugie à Kinshasa où il est arrêté durant une année. En 1965 il devient rédacteur en chef adjoint du magazine Jeune Afrique à Paris dans lequel il avait déjà publié sa prise de position sur le coup d’État de 1964. Avec Marc Mba Ndong il s’opposera à la modification constitutionnelle de novembre 1966 qui crée le poste de vice-président de la République. En septembre 1968 il est nommé conseiller économique et commercial du nouveau président Omar Bongo.
À partir de 1969 il renoue avec une carrière diplomatique qui le conduira comme ambassadeur en Allemagne (RFA) avec son ami Bonjean-François Ondo et au Japon. Le 17 septembre 1971 alors qu'il se trouve en visite à Libreville il sera enlevé et probablement assassiné (son corps n'a jamais été retrouvé). Selon Pierre Péan dans Affaires africaines, l'assassinat de Germain Mba aurait été l'acte du mercenaire français Bob Denard sur ordres du président Omar Bongo qui le considérait comme un dangereux rival.